# Federico Centomo
Federico Centomo (Verona, 11 novembre 1992) è un pallavolista italiano.
Gioca nel ruolo di libero nella BluVolley Verona.

## Carriera
La carriera di Federico Centomo inizia nel 2005 quando entra a far parte delle giovanili dell'Api Pallavolo Verona, squadra che nell'anno seguente modifica il proprio nome in Blu Volley Verona: con lo stesso club ottiene le prime convocazioni in prima squadra che disputa il campionato di Serie A1 durante la stagione 2010-11, per poi entrare in pianta stabile dalla stagione 2012-13.